# Forces nationales de libération
Les Forces nationales de libération (FNL) sont un groupe armé hutu actif pendant la guerre civile burundaise (1993-2005). À l'issue de la guerre civile, le FNL se transforme en parti politique, le Conseil national pour la liberté. Il est dirigé par Agathon Rwasa.

## Pendant la guerre civile
Le 7 juillet 2003, les Forces nationales de libération (FNL) lancent une attaque sur Bujumbura. Les combats avec les forces gouvernementales, qui durent une semaine, sont extrêmement violents, faisant plus de 200 morts, et marquent une escalade du conflit armé au Burundi.
Le 16 novembre 2003, à Dar es Salaam (Tanzanie), des dirigeants africains de la région donnent trois mois aux Forces nationales de libération pour entamer des discussions de paix avec les autorités du Burundi. Les rebelles avaient rejeté l'ultimatum, et multiplié les attaques contre plusieurs quartiers de Bujumbura.
Le 5 janvier 2004, les rebelles burundais des Forces nationales de libération (FNL), dernier mouvement en guerre contre le gouvernement de transition, acceptent de négocier avec le président burundais Domitien Ndayizeye et annoncent, dans le même temps, la levée de l'ultimatum qu'ils avaient lancé le 31 décembre contre le président de la conférence épiscopale du Burundi, Mgr Simon Ntamwana, à qui ils avaient donné 30 jours pour quitter le pays, après que celui-ci les avait accusés d'avoir « exécuté » le 29 décembre le nonce apostolique au Burundi, Mgr Michael Courtney.
Le 16 février 2004, le gouvernement burundais appelle à la tenue d’un sommet régional après l’expiration, le même jour, de l’ultimatum de trois mois lancé par des chefs d’État africains aux Forces nationales de libération (FNL) pour s’asseoir à la table des négociations.
Le 13 août 2004, un groupe de rebelles burundais des Forces nationales de libération (FNL), armés de machettes et d'armes automatiques, massacrent dans le camp de réfugiés de Gatumba, protégé par les Nations unies, près de la frontière avec la République démocratique du Congo (RDC), 160 réfugiés tutsis Banyamulenge (Congolais d'ascendance rwandaise). Le porte-parole des rebelles hutus burundais, Pasteur Habimana, a justifié l'attaque par la présence dans le camp de soldats de l'armée burundaise et de miliciens congolais Banyamulenge. Le président congolais Joseph Kabila condamne «énergiquement cet acte ignoble » et demande une enquête internationale.
Le 18 août 2004, le procureur général de la République du Burundi, Gérard Ngendabanka lance des mandats d'arrêts internationaux contre les deux dirigeants des Forces nationales de libération (FNL), Agathon Rwasa, le chef du mouvement, et Pasteur Habimana, son porte-parole, qui ont revendiqué le massacre de Gatumba.
En 2005, plusieurs rencontres entre les rebelles et le précédent gouvernement burundais, organisées sous l'égide de la Tanzanie, dont la plus importante en mai à Dar es Salaam, avaient abouti à un accord de cessez-le-feu jamais respecté.
Les FNL refusent de reconnaître le nouveau pouvoir politique issu d’une série d’élections organisées en 2005 et dominé par la majorité hutue.
Début novembre 2005, le président Pierre Nkurunziza avait promis de « résoudre la question » des FNL dans les deux mois. Depuis, les actes de violences se sont multipliés dans l’ouest du Burundi, principale zone d’activité de la rébellion.
Le 18 avril 2009, Agathon Rwasa a toutefois rendu sa mitraillette à l'occasion d'une cérémonie visant à marquer le but de la démobilisation de milliers de combattants et la fin de la guerre civile. Le 21 avril, la faction rebelle devenait officiellement un parti politique. 3 500 rebelles ont été intégrés dans l'armée et la police, 5 000 devront suivre en mai. 10 000 autres, simples miliciens, rentreront directement chez-eux.

## Transformation en parti politique
En avril 2009, les FNL se transforment en parti politique. Mais rapidement le CNDD-FDD, lui aussi ancien groupe armé et maintenant au pouvoir, soutient la création de petits partis créés par les dissidents des FNL. En août 2009, Pasteur Habimana, ancien bras droit d'Agathon Rwasa, est exclu du FNL (avec d'autres cadres). En octobre 2009, Habimana et d'autres exclus revendiquent être le FNL légitime, organisent un congrès extraordinaire du parti avec l'appui du gouvernement et destituent Rwasa,. Ce renversement n'est toutefois pas reconnu et Rwasa reste le chef du FNL.
Le parti prend le nom de Conseil national pour la liberté ou Congrès national pour la liberté.
Rwasa est candidat à l'élection présidentielle du 20 mai 2020. Il arrive en seconde position et obtient 24,2 % des voix, loin derrière le candidat du CNDD-FDD, Évariste Ndayishimiye, qui obtient 68,7 % des voix. Le même jour se déroulent les élections législatives où le CNL obtient 22,4 % des voix et 32 sièges sur les 121 que compte l'Assemblée nationale,.
Rwasa et le CNL dénoncent des fraudes, des violences et des arrestations de ses militants lors de la campagne et des élections. Le scrutin se tient sans observateurs internationaux, ni liste électorale publiée et Rwasa parle d'une « mascarade électorale ». Des plaintes concernant des fraudes et irrégularités commises lors de ces élections sont déposées par Rwasa et le CNL devant la Cour constitutionnelle. Elles sont rejetées par la Cour.